# Trypetisoma chauliodon
Trypetisoma chauliodon är en tvåvingeart som beskrevs av Kim 1994. Trypetisoma chauliodon ingår i släktet Trypetisoma och familjen lövflugor. Inga underarter finns listade i Catalogue of Life.